# Arie van Vliet
Arie Gerrit van Vliet (født 18. marts 1916 i Woerden, død 9. juli 2001 smst.) var en cykelrytter fra Holland. Hans foretrukne disciplin var banecykling. Ved OL 1936 vandt han guld og sølv. Mellem 1934 og 1957 vandt han 13 VM-medaljer, heraf fire af guld.
Ved VM i banecykling vandt van Vliet sølv i sprint både i 1934 og 1935.
Ved OL 1936 deltog van Vliet i to discipliner. I sprint besejrede han først en canadier, dernæst en østriger og en australier, inden han i semifinalen besejrede franskmanden Louis Chaillot med 1½ omgang. Finalen blev kørt som bedst af tre heats, og hans modstander var tyskeren Toni Merkens. I første heat førte Merkens ved sidste kurve, men van Vliet var ved at overhale ham, da Merkens pressede ham op i banden og holdt hjem. Manøvren var et klart brud på reglerne, og van Vliet hævede hånden i protest, hvilket juryen overvejede. Imidlertid gik andet heat i gang, inden afgørelsen fra juryen, og her vandt Merkens også. Han vandt dermed finalen trods hollændernes protester og krav om, at Merkens skulle diskvalificeres i første heat. Juryen endte dog med at idømme Merkens en straf på 100 rigsdaler, hvilket var højst ukonventionelt i amatørcykling. Resultatet stod ved magt, så Merkens fik guld, mens van Vliet fik sølv. Dagen efter sprintfinalen stillede van Vliet op i 1000 m på tid, og her vandt han i den olympiske rekordtid 1.12,0 minutter, 0,8 sekund foran franske Pierre Georget.
Samme år vandt van Vliet sit første VM-guld i sprint, da han besejrede Georget. Efter at være blevet professionel besejrede van Vliet belgiske Jef Scherens i VM-finalen 1938. På grund af anden verdenskrig blev der ikke afholdt verdensmesterskaber i flere år, og efter krigen vandt han VM-guld i 1948 og 1953, mens han i 1957 tabte sin sidste VM-finale i sprint til landsmanden Jan Derksen.
Van Vliet deltog også i flere seksdagesløb. Ved den første udgave af seksdagesløbet i Aarhus blev det i februar 1954 til en tredjeplads med makker Oscar Plattner.